# Axis of Justice
Axis of Justice è una organizzazione no-profit fondata da Serj Tankian (System of a Down) e da Tom Morello (Audioslave e Rage Against the Machine). È conosciuta per aver messo assieme musicisti, fan e organizzazioni politiche a combattere per ottenere giustizia sociale. L'associazione ha spesso manifestato durante i festival o i concerti degli Audioslave o dei System of a Down, e appare mensilmente anche su alcune radio degli Stati Uniti.

## Discografia
Nel 2004 venne pubblicato un album live/DVD Axis of Justice: Concert Series Volume 1, contenente performance di Michael Balzary (Flea dei Red Hot Chili Peppers), Brad Wilk e Chris Cornell (Audioslave), Serj Tankian (System of a Down), Pete Yorn, Tim Walker, Maynard James Keenan (Tool, A Perfect Circle) e di Wayne Kramer (MC5). Il disco è stato registrato in un concerto a Los Angeles.